# Megahn Perry
Megahn Perry (Virginia Beach, 11 de março de 1977) é uma atriz norte-americana.
Iniciou sua carreira no filme Silent Story no papel de Rose. Também participou de um episódio do seriado adolescente Dawson's Creek. Estrelou o seriado I Hate My 30's em 2007.